# Аль-Саед, Данило
Данило Андрес аль-Саед Альварадо (швед. Danilo Andrés Al-Saed Alvarado, араб. دانيلو أندرس السعي‎; род. 24 февраля 1999, Больста) — иракский и шведский футболист, полузащитник шведского клуба «Хеккен» и национальной сборной Ирака.

## Клубная карьера
Является воспитанником «Хобу». В его составе в июне 2015 года дебютировал во взрослом футболе в матче третьего дивизиона. В декабре 2017 года перешёл в «Арамейск-Сюрианска», но затем вернулся обратно в «Хобу». Перед сезоном 2021 года перебрался в «Энчёпинг». В феврале 2021 года подписал контракт с «Сандвикеном» из первого дивизиона.
23 декабря 2022 года стал игроком норвежского «Саннефьорда», с которым заключил контракт, рассчитанный на три года. В его составе дебютировал в чемпионате Норвегии 10 апреля 2023 года в матче с «Хам-Камом», появившись на поле на 78-й минуте. За полтора сезона в команде принял участие в 38 матчах, в которых забил 13 мячей.
1 июля 2024 года перебрался в Нидерланды, где присоединился к «Херенвену», подписав четырёхлетнее соглашение. В январе 2025 года на правах аренды с правом выкупа перешёл в шведский АИК.

## Карьера в сборной
В начале 2022 года получил приглашение на сбор молодёжной сборной Ирака. В октябре 2023 года впервые был вызван в национальную сборную на товарищеский турнир в Иордании. 13 октября в матче с Катаром дебютировал за сборную, выйдя на замену на 64-й минуте вместо Али Джасима.
В декабре 2023 года был вызван в состав сборной на Кубок Азии, но в матчах турнира участия не принимал.

## Клубная карьера
| Выступление      | Выступление      | Выступление      | Лига | Лига | Кубки | Кубки | Конт. кубки | Конт. кубки | Разное | Разное | Итого | Итого |
| Клуб             | Лига             | Сезон            | Игры | Голы | Игры  | Голы  | Игры        | Голы        | Игры   | Голы   | Игры  | Голы  |
| ---------------- | ---------------- | ---------------- | ---- | ---- | ----- | ----- | ----------- | ----------- | ------ | ------ | ----- | ----- |
| Хобу             | Дивизион 3       | 2015             | 5    | 0    | 0     | 0     | 0           | 0           | 0      | 0      | 5     | 0     |
| Хобу             | Дивизион 2       | 2016             | 26   | 4    | 0     | 0     | 0           | 0           | 0      | 0      | 26    | 4     |
| Хобу             | Дивизион 2       | 2017             | 22   | 6    | 0     | 0     | 0           | 0           | 0      | 0      | 22    | 6     |
| Хобу             | Дивизион 3       | 2018             | 5    | 0    | 0     | 0     | 0           | 0           | 0      | 0      | 5     | 0     |
| Хобу             | Дивизион 4       | 2019             | 21   | 15   | 0     | 0     | 0           | 0           | 0      | 0      | 21    | 15    |
| Хобу             | Итого            | Итого            | 79   | 25   | 0     | 0     | 0           | 0           | 0      | 0      | 79    | 25    |
| Энчёпинг         | Дивизион 2       | 2020             | 13   | 6    | 1     | 0     | 0           | 0           | 0      | 0      | 14    | 6     |
| Энчёпинг         | Итого            | Итого            | 13   | 6    | 1     | 0     | 0           | 0           | 0      | 0      | 14    | 6     |
| Сандвикен        | Дивизион 1       | 2021             | 26   | 4    | 5     | 1     | 0           | 0           | 0      | 0      | 31    | 5     |
| Сандвикен        | Дивизион 1       | 2022             | 28   | 5    | 2     | 1     | 0           | 0           | 2      | 1      | 32    | 7     |
| Сандвикен        | Итого            | Итого            | 54   | 9    | 7     | 2     | 0           | 0           | 2      | 1      | 63    | 12    |
| Саннефьорд       | Элитсерия        | 2023             | 29   | 11   | 2     | 1     | 0           | 0           | 0      | 0      | 31    | 12    |
| Саннефьорд       | Элитсерия        | 2024             | 7    | 1    | 0     | 0     | 0           | 0           | 0      | 0      | 7     | 1     |
| Саннефьорд       | Итого            | Итого            | 36   | 12   | 2     | 1     | 0           | 0           | 0      | 0      | 38    | 13    |
| Херенвен         | Эредивизи        | 2024/25          | 6    | 0    | 2     | 0     | 0           | 0           | 0      | 0      | 8     | 0     |
| Херенвен         | Итого            | Итого            | 6    | 0    | 2     | 0     | 0           | 0           | 0      | 0      | 8     | 0     |
| АИК              | Алльсвенскан     | 2025             | 0    | 0    | 0     | 0     | 0           | 0           | 0      | 0      | 0     | 0     |
| АИК              | Итого            | Итого            | 0    | 0    | 0     | 0     | 0           | 0           | 0      | 0      | 0     | 0     |
| Всего за карьеру | Всего за карьеру | Всего за карьеру | 188  | 52   | 12    | 3     | 0           | 0           | 2      | 1      | 202   | 56    |

## Статистика в сборной
| Матчи и голы Данило аль-Саеда за национальную сборную Ирака | Матчи и голы Данило аль-Саеда за национальную сборную Ирака | Матчи и голы Данило аль-Саеда за национальную сборную Ирака | Матчи и голы Данило аль-Саеда за национальную сборную Ирака | Матчи и голы Данило аль-Саеда за национальную сборную Ирака | Матчи и голы Данило аль-Саеда за национальную сборную Ирака |
| №                                                           | Дата                                                        | Оппонент                                                    | Счёт                                                        | Голы                                                        | Соревнование                                                |
| ----------------------------------------------------------- | ----------------------------------------------------------- | ----------------------------------------------------------- | ----------------------------------------------------------- | ----------------------------------------------------------- | ----------------------------------------------------------- |
| 1                                                           | 13 октября 2023                                             | Катар                                                       | 0:0                                                         | 0                                                           | Товарищеский матч                                           |
| 2                                                           | 17 октября 2023                                             | Иордания                                                    | 2:2                                                         | 0                                                           | Товарищеский матч                                           |
| 3                                                           | 6 января 2024                                               | Республика Корея                                            | 0:1                                                         | 0                                                           | Товарищеский матч                                           |
| 4                                                           | 5 сентября 2024                                             | Оман                                                        | 1:0                                                         | 0                                                           | Отборочные матчи ЧМ-2026                                    |
| 5                                                           | 10 сентября 2024                                            | Кувейт                                                      | 0:0                                                         | 0                                                           | Отборочные матчи ЧМ-2026                                    |

Итого:5 матчей и 0 голов; 1 победа, 3 ничьих, 1 поражение.